# 타부: 금지된 사랑
"타부: 금지된 사랑"은 2015년에 개봉한 대한민국의 영화이다.

## 캐스팅
- 박세미 : 은지 역
- 위지웅 : 준환 역
- 박하얀 : 선영 역
- 유다은 : 소연 역
- 박희우 : 계화 역
- 박은정 : 예진 역
- 김나연 : 민지 역
- 성인석 : 진태 역